# Складний криж

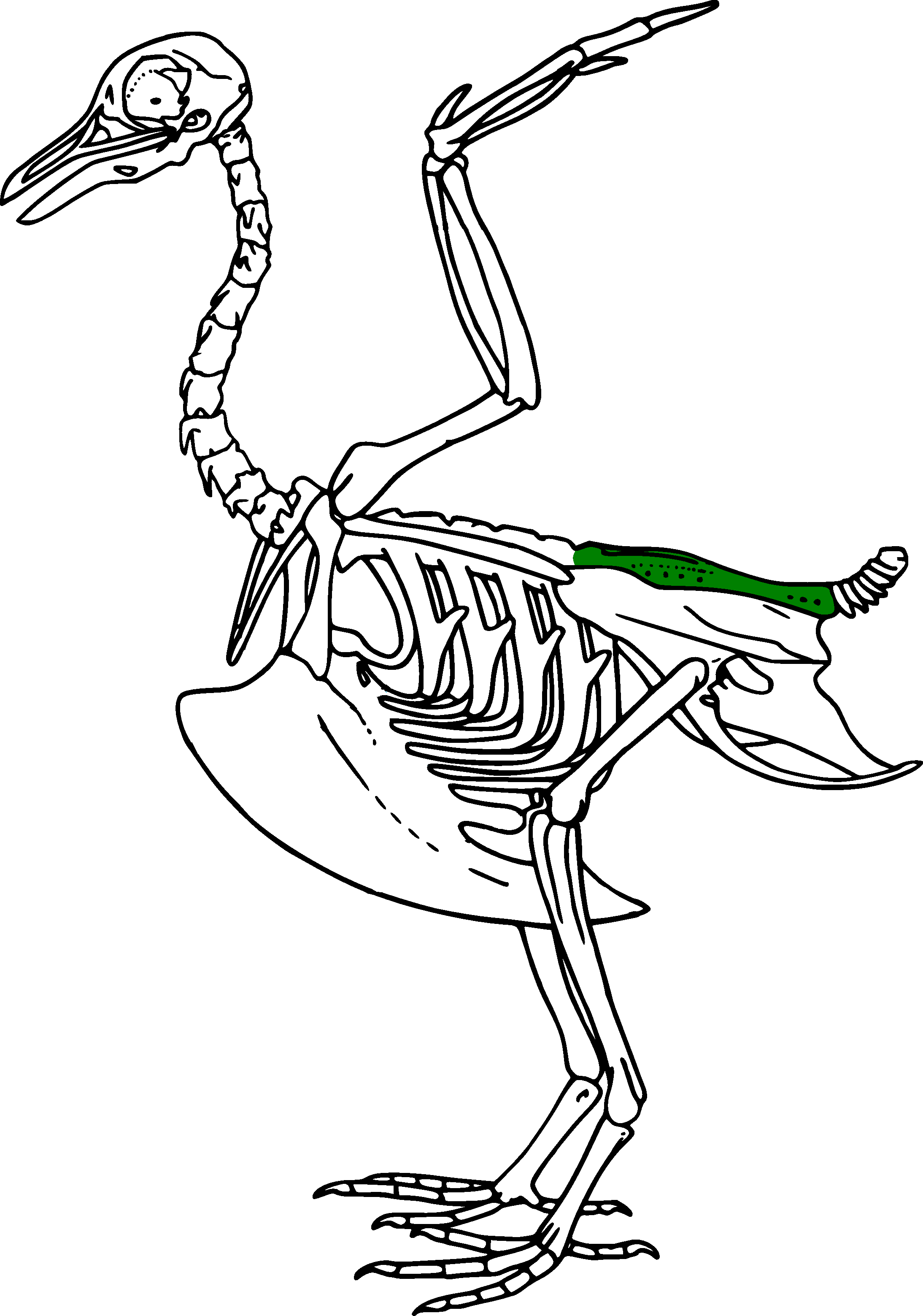
Стилізований скелет птаха, складний криж позначений зеленим кольором

Складний криж (лат. synsacrum) — монолітна кістка у птахів і динозаврів, що утворилася внаслідок зростання між собою поперекових, крижових і частини хвостових хребців. Усього до його складу входять 10—22 хребців, межі між якими непомітні. Складний криж нерухомо зростається також з останнім грудним хребцем і кістками тазового пояса (клубовими, сідничними та лобковими). Таке утворення є більш міцним, ніж таз ссавців, що забезпечує нерухомість тулубового відділу під час польоту, створює міцну опору для задніх кінцівок і має значення для дихання.